# Yume Nikki
Yume Nikki — пригодницька гра 2004 року, створена японським розробником Кікіяма. Гравець керує дівчиною на ім'я Мадоцукі і досліджує її сни, збираючи 24 ефекти, які змінюють її зовнішність та спорядження. Випадкові події також трапляються протягом гри у вигляді кат-сцен та унікальних ігрових послідовностей. Гра була розроблена за допомогою RPG Maker 2003 без традиційного сюжету та бойової системи. Ігровий процес натомість зосереджується на дослідженні світу сновидінь.
Yume Nikki було розповсюджено як безкоштовне програмне забезпечення на персональному веб-сайті Кікіями в червні 2004 року, а оновлення продовжувалися до 2007 року. Після виходу англійського фанатського перекладу гра стала культовою в усьому світі. Її акцент на відкритому дослідженні та відсутності бою був описаний як попередник симуляторів ходьби. ЇЇ візуальний стиль та елементи жахів також надихнули на створення численниї інді-ігор. Yume Nikki була опублікована в Steam компанією Playism у 2018 році в рамках промо перезапуску Yume Nikki: Dream Diary, яка вийшла того ж року. 

## Ігровий процес
Yume Nikki — заснована на дослідженні, без діалогів, боїв чи сюжету; в ній також немає можливості досягти кінця гри. Гравець керує дівчиною на ім'я Мадоцукі, яка живе сама. Гра починається в її помешканні, яке гравець спочатку не може покинути. Гравець може зберегти свій прогрес, сидячи за столом Мадоцукі і пишучи в її щоденнику снів . 
Сон у своєму ліжку призводить до того, що Мадоцукі починає бачити сни. Її сон починається в кімнаті, дуже схожій на її квартиру. Вийшовши з кімнати, Мадоцукі потрапляє в зону, яку зазвичай називають Нексус, що містить низку нових дверей.  Кожні двері ведуть до окремої зони у світі мрій, з окремими обстановками та дизайном . Мета гравця - дослідити ці зони і зібрати 24 різних ефекти, які змінюють зовнішній вигляд або спорядження Мадоцукі при використанні. Ефекти можна отримати, взаємодіючи з певними об'єктами та неігровими персонажами (NPC). Інші об'єкти можуть відправляти Мадоцукі в різні місця. Протягом гри відбуваються випадкові події, які можуть бути кат-сценами або мати інтерактивні елементи. Кінцівка гри, яка відкривається після того, як гравець збере всі 24 ефекти, показує, як Мадоцукі стрибає з балкона своєї квартири.

## Розробка і реліз
Yume Nikki була розроблена і видана Кікіямою, псевдонімом японського розробника, про якого дуже мало відомо. Він створив гру за допомогою рушія RPG Maker 2003. Кікіяма вперше поділився збіркою гри 26 червня 2004 року на японській текстовій дошці 2channel. Вони продовжували оновлювати гру до 2007 року, зупинившись на версії 0.10. Після першого релізу вона отримала фанатський переклад на англійську мову . З 2011 по 2018 рік статус Кікіями був невідомий, оскільки він не йшов на контакт.  Популярною була теорія, що він міг загинути, можливо, під час землетрусу Тохоку 2011 року. 10 січня 2018 року Yume Nikki була випущена в Steam видавництвом Playism, а Kadokawa Games, розробник програмного забезпечення RPG Maker, підтвердило, що Кікіяма все ще живий і бере участь у проекті. У 2023 році Кікіяма дав інтерв'ю Тобі Фоксу у виданні Famitsu.

## Відгуки критиків
Yume Nikki отримала позитивну оцінку критиків за свою унікальність та сюрреалістичний візуальний стиль. Її візуальний стиль порівнюють з 16-бітною графікою EarthBound. Райан МакСвейн, критик з видання Hardcore Gaming 101, зауважив, що гра створила напрочуд гарні візуальні ефекти завдяки використанню ефектів нашарування та «привабливої анімації». Райан також високо оцінив музику та звукове оформлення гри. Гіада Заварізе з Rock Paper Shotgun розповіла, що піксельний стиль гри вплинув на розвиток інді-ігор жахів, таких як Ao Oni та Ib. Вона також пояснює популярність гри тим, що її «мрійливі» образи спонукають до роздумів про її значення. Джулі Мансі з Wired також звернула увагу на сюрреалістичні образи гри і відмітила, що вона сподобається тим, хто цікавиться тлумаченням снів.
Ігровий процес та атмосфера також були добре сприйняті критиками, які визначили акцент гри на дослідженні як основну привабливість. Деякі критики називали його раннім прикладом симулятора ходьби . Мансі описав її як «багату на атмосферні світи сновидінь» та розповів, що її сюрреалістична логіка побудови світу викликає у гравців збентеження. МакСвейн і Заварізе погодилися, що світ гри приємно досліджувати, він має окремі та цікаві локації. Вони обидва критикували відсутність будь-яких путівників або карт, через що гравцеві було дуже легко застрягти. МакСвейн також критикував випадкові події гри за те, що їх занадто складно зустріти через їхню рідкість. Заварізе особливо відзначила, що ранні частини гри, до того, як гравець зможе запам'ятати шляхи та орієнтири, найімовірніше відштовхнуть нових гравців.

## Спадщина
Спочатку гра вийшла обмеженим тиражем лише на японській мові, а згодом набула більшої популярності на Заході, частково завдяки фанатському перекладу на англійську. Гіта Джексон з Kotaku також пояснила це «незвичним візуальним стилем і гнітючим тоном» гри. Кеті Маккарті з USgamer порівняла його поширення в інтернеті в середині 2000-х років з поширенням Cave Story. Завдяки відкритому характеру гри та доступності, яку пропонує програмне забезпечення RPG Maker, Yume Nikki надихнула на створення низки фан-ігор, деякі з яких намагаються дослідити теорії про оригінальну гру; серед відомих фан-ігор - Yume 2kki та .flow. Yume Nikki також вплинула на інші інді-ігри, такі як Lisa: The First, Doki Doki Literature Club! та Undertale. У січні 2018 року ігровий журналіст Льюїс Денбі започаткував подкаст «Dream Diary», в якому досліджує історію та теорії, пов'язані з походженням гри та її зростанням популярності.

### Суміжні медіа

#### Печатні адаптації
Yume Nikki була напівофіційно адаптована в манзі та ранобе. Манга була проілюстрована Хітоші Томізавою і виходила у веб-журналі Takeshobo Manga Life Win+, починаючи з травня 2013 року. Ранобе під назвою «Юме Ніккі: Мене немає у твоєму сні» був написаний Акірою та проілюстрований Ако Арісакою. Вона була ліцензована для цифрової дистрибуції англійською мовою компанією J-Novel Club. PC Gamer повідомляв, що манга і ранобе були розкритиковані за те, що вони пояснювали речі, які гра залишала відкритими для інтерпретації, а дистриб'ютор сувенірної продукції Yume Nikki заявив, що адаптації не були створені як канонічне продовження оригінальних ідей Кікіями.

#### Yume Nikki: Dream Diary
Разом із виходом Yume Nikki у Steam на сайті Kadokawa Games з'явився двотижневий відлік часу. Наприкінці відліку було оголошено про перезапуск під назвою Yume Nikki: Dream Diary. Гра, яка виконана у форматі 3D, була розроблена компанією Kadokawa під керівництвом Kikiyama, і містить деякі концепції дизайну та персонажів, які не були використані в оригінальній грі. Більшість персонажів і локацій з оригіналу повернулися в перезапуску, а також були додані елементи головоломки і платформера. Гра вийшла в Steam 23 лютого 2018 року та для Nintendo Switch 21 лютого 2019 року.
Dream Diary отримала  “змішані або середні відгуки” за версією агрегатора рецензій Metacritic. Критики, які порівнювали дві гри, загалом вважали, що «Dream Diary» не сильно краща, оригіналу. Адам Сміт з Rock Paper Shotgun сказав, що вона втратила «таємничий жах і чарівність» оригіналу. Азаріо Лопес з DualShockers вважає, що пристрасть розробників до оригінальної гри була помітна у візуальному та звуковому оформленні Dream Diary, але вважає, що в кінцевому підсумку вона ніколи не зможе відповідати стандартам оригіналу. Кевін Лінн з Adventure Gamers вважає, що візуальні ефекти Dream Diary були «якісним перекладом» оригіналу в 3D, але сказав, що визначальний відкритий геймплей Yume Nikki був принесений в жертву на користь тропів пригодницьких ігор. 